# Università di Varsavia
L'Università di Varsavia (in polacco Uniwersytet Warszawski) è la più grande e una delle più prestigiose università della Polonia.

## Storia

### 1816-1831
L'Università Reale di Varsavia fu fondata nel 1816, quando le divisioni della Polonia separarono Varsavia dal più antico e influente centro accademico polacco, che era a Cracovia. La Scuola di Legge e La Scuola Medica furono le prime ad essere fondate nel Ducato di Varsavia. Nel 1816 lo zar Alessandro I permise alle autorità polacche di creare un'università, composta di cinque facoltà: Legge ed Amministrazione, Medicina, Filosofia, Teologia e Arte e Studi umanistici. Ben presto l'università crebbe e il numero di studenti raggiunse 800 unità e il numero dei professori arrivò a 50.
Tuttavia, dopo che la maggior parte degli studenti e dei professori presero parte alla rivolta di Novembre del 1830, l'università fu chiusa dai russi.

### 1857-1869
Dopo la Guerra di Crimea la Russia inaugurò un breve periodo di liberalizzazione chiamato "disgelo post-Sebastopoli". A Varsavia fu permessa la fondazione di un'università Medico-Chirurgica (Akademia Medyko-Chirurgiczna). Nel 1862 furono aperte le facoltà di Legge ed Amministrazione, Filologia e Storia, Matematica e Fisica. La rifondata Università crebbè in importanza e fu presto ribattezzata "Scuola Principale" (Szkoła Główna). Tuttavia, dopo la rivolta di Gennaio il periodo liberale finì e tutte le scuole in lingua polacca furono nuovamente chiuse. Durante la sua breve esistenza la Szkoła Główna riuscì ad educare più di 3 000 studenti, molti dei quali costituirono la spina dorsale dell'intellighenzia polacca.

### 1870-1915
La Szkoła Główna fu rimpiazzata dall'"Università Imperiale di Varsavia" di lingua russa. Il suo scopo era quello di educare l'avamposto militare russo di Varsavia, ma la maggior parte degli studenti (fino al 70% su una media di circa 1 500-2 000 studenti) era composta da polacchi. Le autorità zariste credevano che l'università russa sarebbe diventata un perfetto mezzo di russificazione della società Polacca e spese sforzi significanti nella costruzione di un campus universitario. Malgrado questo, molte organizzazioni segrete cominciarono a diffondersi e gli studenti divennero i loro leader a Varsavia. I più famosi di questi gruppi (i sostenitori della rinascita Polacca e i socialisti) si unirono ai ranghi della rivoluzione del 1905. In seguito fu proclamato un boicottaggio delle istituzioni educative russe ed il numero degli studenti polacchi crollò al di sotto del 10%. La maggior parte degli studenti che voleva continuare la propria educazione si trasferì in Galizia e in Europa occidentale.

### 1915-1918
Durante la prima guerra mondiale Varsavia fu conquistata dalla Germania nel 1915. Per convertire i Polacchi alla loro causa e rendere sicura l'area polacca alle spalle del fronte di guerra i governi della Germania e dell'Impero austro-ungarico concessero alcune libertà ai cittadini polacchi. In accordo con il concetto di Mitteleuropa, le autorità militari tedesche concessero che diverse associazioni educative e sociali fossero rifondate. Fra di queste ci fu anche l'Università di Varsavia. La lingua polacca fu reintrodotta e fu permesso ai professori di tornare al loro lavoro. Per evitare che il movimento patriottico polacco andasse fuori controllo il numero dei docenti fu tenuto basso (solitamente non più di 50), ma non furono imposti limiti al numero degli studenti. Fino al 1918 il loro numero crebbe da soli 1 000 elementi a più di 4 500.

### 1918-1939
Dopo che la Polonia riottenne la sua indipendenza nel 1918 l'Università di Varsavia cominciò a crescere molto velocemente. Fu riformata e, tutte le cariche più importanti (il rettore, il senato, i decani e i consiglieri) divennero elette democraticamente e lo Stato spese grosse somme di denaro per modernizzarla ed equipaggiarla. Molti professori tornarono dall'esilio e contribuirono a questi sforzi. Alla fine degli anni venti il livello di istruzione a Varsavia era al livello delle altre università europee.
Agli inizi degli anni trenta l'Università di Varsavia divenne la più grande della Polonia, con più di 250 professori e 10 000 studenti. Ma, i problemi finanziari del rinato Stato Polacco non permisero che l'educazione fosse gratuita, gli studenti dovevano pagare delle tasse scolastiche per i loro studi (un salario medio mensile all'anno). Anche il numero di borse di studio fu molto limitato e solo il 3% circa degli studenti riuscì ad ottenerle. Nonostante i problemi economici, l'Università di Varsavia crebbe rapidamente. Nuove facoltà furono aperte e il campus principale fu allargato. Dopo la morte di Józef Piłsudski il senato dell'Università di Varsavia cambio il nome dell'università in "Università di Varsavia Józef Piłsudski" (Uniwersytet Warszawski im. Józefa Piłsudskiego). Un periodo di difficile cominciò per le società accademiche in Polonia quando il governo Sanacja limitò l'autonomia delle università e gli studenti di destra cominciarono ad organizzare dimostrazioni antisemitiche e tumulti. Il governo fu costretto a intervenire nel 1937 e i seguaci di destra dei partiti nazionalisti furono calmati pacificamente, ma i professori e gli studenti rimasero divisi per il resto degli anni trenta.
In questi anni si consolida presso di essa la Scuola di Leopoli-Varsavia.

### 1939-1944
Dopo l'occupazione tedesca della Polonia nel 1939 le autorità del Governatorato Generale chiusero tutte le istituzioni di alta formazione in Polonia. Le attrezzature e la maggior parte dei laboratori furono portati in Germania e divisi fra le università tedesche mentre il campus principale dell'Università di Varsavia fu trasformato in una caserma.
Le teorie razziste tedesche sostenevano che i polacchi non necessitavano di essere istruiti, dato che l'intera popolazione doveva essere sottomessa al ruolo di servo ignorante della razza Tedesca. L'educazione in Polonia fu bandita e punita con la morte. Malgrado questo, molti professori organizzarono la cosiddetta "Università Segreta di Varsavia" (Tajny Uniwersytet Warszawski). Le lezioni venivano tenute a piccoli gruppi in appartamenti di privati e gli studenti rischiavano costantemente l'arresto e la morte. La rete delle facoltà clandestine si diffuse rapidamente e nel 1944 c'erano più di 300 docenti e 3.500 studenti di vari corsi.
Molti degli studenti presero parte all'insurrezione di Varsavia come soldati dell'Armia Krajowa o degli Szare Szeregi. Il campus dell'università in mano ai tedeschi era stato trasformato in un'area fortificata con bunker e nidi di mitragliatrici. Era situato vicino agli edifici che ospitavano la sede della guarnigione tedesca di Varsavia. Scontri per il controllo della struttura iniziarono il primo giorno dell'Insurrezione ma i partigiani non riuscirono a farsi strada attraverso gli ingressi fortificati dell'edificio. I numerosi assalti furono respinti con numerose vittime e il campus rimase in mani tedesche sino alla fine dei combattimenti.
Durante la rivolta e l'occupazione 63 professori furono uccisi, direttamente negli scontri o a causa del piano tedesco per lo sterminio dell'intellighenzia polacca. Alla fine del conflitto il 60% degli edifici dell'Università era stato distrutto e l'80% delle sue collezioni (tra le quali opere d'arte e libri di inestimabile valore che erano state donati all'Università) era stato distrutto o trasportato in Germania, da dove non fece più ritorno.

### 1945-1956
Dopo la seconda guerra mondiale non era chiaro se l'università sarebbe stata ripristinata e nemmeno se la stessa Varsavia sarebbe stata ricostruita. Comunque molti docenti sopravvissuti alla guerra iniziarono a riorganizzare l'Università di Varsavia partendo dal poco che era rimasto. Nel dicembre 1945 le lezioni ripresero per 4.000 studenti nelle rovine del campus e gli edifici furono gradualmente ricostruiti. Fino alla fine degli anni quaranta l'Università rimase relativamente indipendente ma successivamente le autorità comuniste della Polonia iniziarono a limitare la libertà di espressione e iniziò il periodo dello Stalinismo. Molti professori furono arrestati dall'Urząd Bezpieczeństwa, i libri furono censurati, furono applicati criteri ideologici per l'ammisione dei nuovi studenti e l'assunzione dei docenti. Allo stesso tempo l'istruzione, in Polonia diventò gratuita e il 60% di tutti gli studenti frequentava l'Università grazie alle sovvenzioni statali.

### 1956-1989
Dopo l'ascesa al potere in Polonia di Władysław Gomułka, nel 1956 ci fu un breve periodo di liberalizzazione. Nonostante l'ideologia comunista giocasse ancora un ruolo importante in molte delle facoltà (specialmente quelle di Storia, Legge, Economia o Politologia), furono ripresi piani di cooperazione internazionale e crebbe il livello di educazione. Successivamente il governo iniziò a sopprimere la libertà di pensiero creando inquietudine tra gli studenti. Campagne antisemite e antidemocratiche nel 1968 fecero sorgere manifestazioni studentesche che furono brutalmente represse dalla milizia e da "gruppi di lavoratori medi". Inoltre molti studenti e professori furono espulsi dall'università ed alcuni furono coscritti nell'esercito. Molti dei professori di origine ebraica furono costretti ad emigrare mentre i leader del movimento democratico, Jacek Kuroń e Karol Modzelewski furono condannati a tre anni e mezzo di carcere.
Nonostante ciò l'Università rimase un centro di libero pensiero ed educazione. Quello che i professori non potevano dire durante le lezioni lo esprimevano in incontri informali con i loro studenti. Molti di essi divennero leader e membri del movimento Solidarność e di altre associazioni di opposizione democratica. Gli scienziati che lavoravano all'Università di Varsavia erano i principali stampatori di libri vietati dalla censura.

## Campus
Il campus principale dell'Università di Varsavia è situato nel centro della città, in via Krakowskie Przedmieście nella zona della Città Vecchia. Consiste in numerosi edifici storici, la maggior parte dei quali nazionalizzati nel XIX secolo. I più importanti sono:
- il palazzo Kazimierzowski (Pałac kazimierzowski), sede del rettore e del senato accademico
- la Biblioteca Vecchia (Stary BUW), attualmente in restauro
- la Scuola Principale (Szkoła Główna), sede della Scuola Principale fino all'insurrezione di Gennaio, in seguito è diventata sede della facoltà di biologia; attualmente è in restauro
- Auditorium Maximum, la principale aula, con posti a sedere per diverse centinaia di studenti.

Esistono anche altri campus minori situati in altre zone della città come il centro di fisica e chimica in via Banacha.

## Facoltà
- Facoltà di Linguistica Applicata e Filologia Slava Orientale ()
- Facoltà di Scienze Sociali Applicate e Risocializzazione
- Facoltà di Biologia
- Facoltà di Chimica ()
- Facoltà di Scienze Economiche ()
- Facoltà di Educazione
- Facoltà di Geografia e Studi Regionali ()
- Facoltà di Geologia ()
- Facoltà di Storia
- Facoltà di Giornalismo e Scienze politiche
- Facoltà di Legge e Amministrazione ()
- Facoltà di Management ()
- Facoltà di Matematica, Informatica, e Meccanica ([collegamento interrotto])
- Facoltà di Lingue Moderne e Studi Orientali
- Facoltà di Studi Orientali
- Facoltà di Filosofia e Sociologia ()
- Facoltà di Fisica ()
- Facoltà di Studi Polacchi
- Facoltà di Psicologia ( Archiviato il 18 dicembre 2005 in Internet Archive.)

### Altre unità
- Centro di Studi Britannici
- Centre de Civilisation Francaise et d'Etudes Francophones aupres de l'Universite de Varsovie
- Centro per la Ricerca Archeologica a Novae
- Centro per gli Studi Ambientali
- Centro per l'Europa
- Centro per gli studi individuali Umanistici Interfacoltà ()
- Centro per l'Insegnamento delle Lingue Straniere
- Centro per l'Educazione Multimediale Aperta
- Centro per lo Studio delle Tradizioni Classiche in Polonia e nell'Europa centro-orientale
- Centro per gli Studi sull'Autogoverno Territoriale e Sviluppo Locale
- Chaire UNESCO du Developpement Durable de l'Universite de Varsovie
- Comité Polonais de l'Alliance Francais
- Centro dell'Università di Varsavia per la Formazione degli Insegnanti di Lingue Straniere e di Educazione Europea
  - Istituto per la Formazione degli Insegnanti di Lingua inglese
  - Istituto per la Formazione degli Insegnanti di Lingua francese
  - Istituto per la Formazione degli Insegnanti di Lingua tedesca
- Laboratorio sugli Ioni pesanti
- Istituto delle Americhe e dell'Europa
  - Centro per gli Studi Latino-Americani (CESLA)
  - Centro per gli Studi Europei Regionali e Locali
  - Centro per gli Studi Americani
- Centro Interdisciplinare per la Genetica Comportamentale
- Centro Interdisciplinare per Modelli Matematici e Computazionali
- Istituto Interfacoltà di Studi Sociali
- Centro Sportivo e di Educazione Fisica
- Centro Polacco per l'Archeologia Mediterranea
- Centro Universitario per l'Educazione alla Technologia
- Studi Individuali interfacoltà in Matematica e Scienze Naturali ()
- Programma di Studio Interfacoltà in Protezione Ambientale

## Istituzioni
- Biblioteche dell'Università di Varsavia ()
- Istituto di Informazione Scientifica e Studi Bibliotecari ()
- Istituto di Lingua e Cultura Polacca Polonicum ()